# جاكلين مونرو
جاكلين مونرو أو جاكيلن ومونرو (6 مايو 1936-) ليس باسمها الأخير بل هو لقب أطلقته هي على نفسها استوحته من اسم مارلين مونرو الأخير، هي ممثلة إغراء بأفلام لبنانية .

## حياته ونشأته
الممثلة والمغنية اللبنانية جاكلين مونرو، ولدت في 6 مايو 1936 في لبنان، والدها أرمني وأمها لبنانية، تركت الدراسة في عمر 17 سنة، تزوجت من الملحن عفيفي رضوان، لقبت بمارلين مونرو الشرق،  لكنها لم تكن تحب هذه الألقاب، وتعتبر أول ممثلة تعتمد اللبس الغريب في وقتها، شاركت في حوالي 19 فيلماً سينمائياً وجميعها كانت أدوار إغراء.

## مسيرتها
بدأت جاكلين مشوارها الفني وهي تعمل منولوجست في عام 1959، وعملت أيضاً كمغنية في لبنان، اكتشفها الملحن عفيفي رضوان، ثم تزوجها، وظلت فترة مختفية عن الأضواء، ثم رجعت مرة أخرى إليها، وأصبحت متفرغة للمونولوج والسينما، وقبل أن توجه قبلتها إلى السينما، كانت مطربة وتقيم حفلات غنائية في بيروت.
غنت في الأماكن الليلية وفي السهرات، لعبت دور البطولة في أفلام لبنانية كثيرة، جسدت شخصية المطربة اللبنانية في فيلم “إسماعيل ياسين في دمشق”، وفي فيلم “باي باي يا حلوة” مع الفنان رشدي أباظة، تنوعت جاكلين مونرو في أعمالها السينمائية، كان آخر فيلم قد شاركت فيه فيلم “بنات الاستعراض” ذلك في عام 1978
ظهرت في 11 فيلم وكانت قد أُعطيت لها جوائز متعددة. مثلت أيضًا في الأفلام المصرية وقليل من الأفلام السورية.

### بدايتها
بدأت كمطربة في لبنان مما ادي إلى اكتشافها من قبل الملحن عفيفي وعملت كمطربة وأقامت حفلات في
بيروت عملث في أفلام كثيرة مثل إسماعيل ياسين في دمشق، أستاذ أيوب، بنات الكاراتيه.

## أعمالها[7]

### الأفلام
- 1958: مهرجان الحب
- 1958: إسماعيل يس في دمشق
- 1962: مرحبا أيها الحب
- 1963: يا سلام عالحب
- 1963: لبنان في الليل
- 1964: فاتنة الجماهير
- 1964: بدوية في باريس
- 1964: إنت عمري
- 1964: العسل المر
- 1964: أفراح الشباب
- 1965: ليالي الشرق
- 1966: الرهينة
- 1971: امرأة لا تبيع الحب
- 1975: باي باي يا حلوة
- 1975: الأستاذ أيوب
- 1981: بنات الكاراتيه
- 1987: بنات الاستعراض

### المسلسلات
- 1973: أخوت شاناي